# Michael Costa
Michael Costa (Nápoles, Italia, 4 de febrero de 1808-Hove, Reino Unido, o Brighton Reino Unido de Gran Bretaña e Irlanda; 29 de abril de 1884 Ver y modificar los datos en Wikidata 1884) fue un compositor británico de ascendencia italiana. Costa fue el primer gran conductor en Inglaterra.[cita requerida]

## Trayectoria
Costa empezó su carrera artística como cantante, pero no satisfecho de la recepción que le hizo el público, dedicó su atención a conducir.
Hizo su primera aparición ante un auditorio inglés cuando tenía diecinueve años, dirigiendo una cantata en el Festival de Birmingham. Su ballet, «Kenilworth», fue producido en 1832. Poco después fue nombrado Director Musical en el Teatro de Su Majestad, y produjo más ballets y óperas, entre ellas «Don Carlos». Su manera de dirigir en este Teatro de Su Majestad fue significativa, porque Costa desplegó extraordinaria capacidad en el adiestramiento de la orquesta. En 1846 fue nombrado director de la Banda Filarmónica, puesto que ocupó ocho años.
Dos oratorios, «Eli» (1855) y «Naaman» (1864), fueron sus obras más importantes, estrenadas ambas en Birmingham.
La Reina Victoria le confirió el honor de caballero en 1869, y después de esto Costa dirigió los principales festivales de música. A Costa se le definió una vez como un excesivo adorador de la Realeza. Cuando pasaba un miembro de la familia Real, se mantenía de pie con la cabeza descubierta, aunque cayera nieve y no cesara de estornudar furiosamente.
Costa era un hombre que dominaba el éxito. Daba sus órdenes y eran cumplidas como un hecho normal.
La Sagrada Sociedad Armónica, una de las más famosas organizaciones musicales de Londres, conducida por la batuta de Costa, dio el primer Festival de Handel, en 1857, en el Crystal Palace.